# Gęba

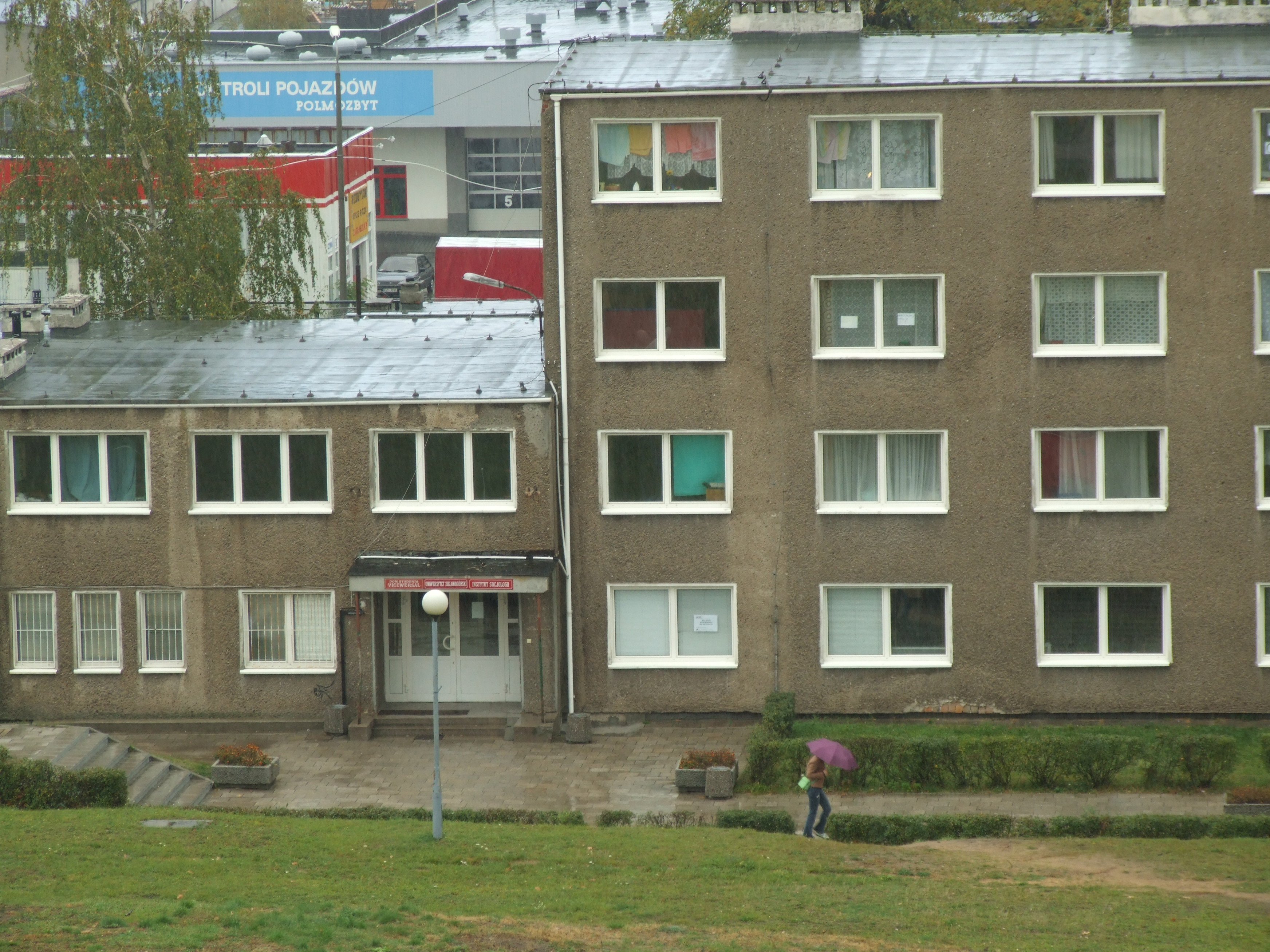
Główne wejście do akademika. Dwa okna nad drzwiami należą do klubu Gęba.

Gęba – klub studencki w Zielonej Górze działający od 1984.

## Historia
Klub Gęba rozpoczął działalność w 1984 roku. W latach 80. XX wieku w Zielonej Górze działały jeszcze 3 kluby studenckie: „Zatem”, „U Ojca” i  „U Jana”. Sala z 50 miejscami, kuchnia, sala prób i garderoba znajdują się na pierwszym piętrze akademika Vicewersal. Uczelnia przekazała nieodpłatnie Zielonogórskiemu Zagłębiu Kabaretowemu w użytkowanie 200 m², musi jednak ono ponosić koszty utrzymania lokalu (prąd, ogrzewanie itp.).
W 1988 roku klub wygrał konkurs organizowany przez Akademickie Biuro Kultury i Sztuki ZSP Alma Art. Nagroda wynosiła 300 tys. złotych. W klubie działała Formacja Zaś, spotykała się Grupa Działań Artystycznych „Budowa 2”, były z nim związane takie kabarety jak: Potem, Drugi Garnitur, Barszcz z krokietem, Ciach, Jurki, Hi-Fi, Szum, Nowaki, Zachodni (wcześniej Słuchajcie), Słoiczek po Cukrze, Babeczki z Rodzynkiem, Adin i Hrabi. 
W latach 1995–2004 w klubie był organizowany festiwal A'Yoy, który był parodią gali wręczania Oscarów. Nagrodą była statuetka „Elvisa”, której nazwa pochodziła od pseudonimu jednego z twórców formacji Stajnia Niemożliwych, Mariusza Dutkowiaka.
W 2016 roku klub był remontowany. Przez 3 miesiące kabarety występowały w Piwnicy Artystycznej Kawon.
W 2023 roku został zamknięty na 2 lata z powodu remontu akademika. W ramach pożegnania 4 października 2023 roku  zorganizowano imprezę "Przytulić Gębę przed remontem". Zaplanowano karaoke, koncerty zespołów Roadhouse i Rabbithole oraz „Gębową potańcówkę”. Uczelnia na czas remontu udostępniła kabareciarzom pomieszczenie w którym mogą przechować meble oraz pokój na biuro. Po remoncie klub ma mieć osobne wejście. 
Pierwszym kierownikiem klubu był Dariusz Kamys.